# Thésy
Thésy är en kommun i departementet Jura i regionen Bourgogne-Franche-Comté i östra Frankrike. Kommunen ligger i kantonen Salins-les-Bains som tillhör arrondissementet Lons-le-Saunier. År 2022 hade Thésy 64 invånare.

## Befolkningsutveckling
Antalet invånare i kommunen Thésy
Referens:INSEE